# Antonio Reeves
Antonio Reeves (Chicago, Illinois, 20 de noviembre de 2000) es un baloncestista estadounidense que pertenece a la plantilla de los Charlotte Hornets de la NBA, con un contrato dual que le permite jugar además en su filial de la G League, los Greensboro Swarm. Con 1,96 metros de estatura, juega en la posición de escolta.

## Trayectoria deportiva

### Universidad
Jugó tres temporadas con los Redbirds de la Universidad Estatal de Illinois, en las que promedió 13,4 puntos, 3,1 rebotes y 1,3 asistencias por partido. En 2022 fue elegido jugador más mejorado de la Missouri Valley Conference e incluido en el segundo mejor quinteto de la conferencia.
Tras el camvbio de entrenador en los Redbirds, dedició ser transferido a un programa ganador, y acabó en los Kentucky de la Universidad de Kentucky, para jugar a las órdenes de John Calipari. Jugó dos temporadas más, promediando 17,2 puntos, 3,1 rebotes y 1,4 asistencias por partido. En su última temporada fue incluido en el mejor quinteto de la Southeastern Conference y en el tercer equipo All-American por la USBWA y Sporting News.

#### Estadísticas
| Año     | Equipo         | PJ  | PT  | MPP  | %TC  | %3P  | %TL  | RPP | APP | ROB | TPP | PPP  |
| ------- | -------------- | --- | --- | ---- | ---- | ---- | ---- | --- | --- | --- | --- | ---- |
| 2019–20 | Illinois State | 31  | 3   | 22.4 | .384 | .314 | .659 | 2.5 | .7  | .6  | .1  | 7.2  |
| 2020–21 | Illinois State | 25  | 24  | 29.9 | .425 | .306 | .763 | 3.3 | 1.4 | .4  | .2  | 12.4 |
| 2021–22 | Illinois State | 33  | 33  | 34.9 | .469 | .390 | .818 | 3.5 | 1.8 | 1.1 | .5  | 20.1 |
| 2022–23 | Kentucky       | 34  | 14  | 27.9 | .416 | .398 | .783 | 2.1 | 1.1 | .4  | .2  | 14.4 |
| 2023–24 | Kentucky       | 33  | 33  | 31.4 | .512 | .447 | .863 | 4.2 | 1.6 | .7  | .2  | 20.2 |
| total   | total          | 156 | 107 | 29.3 | .452 | .384 | .801 | 3.1 | 1.3 | .6  | .2  | 15.1 |

### Profesional
El 27 de junio fue elegido en la cuadragésimo séptima  posición del Draft de la NBA de 2024 por los Orlando Magic, sin embargo, fue traspasado esa misma noche a los New Orleans Pelicans a cambio de dos futuras segundas rondas de los drafts de 2030 y 2031. El 23 de julio firmó contrato dual con los Pelicans.
A finales de julio de 2025 firma un contrato dual con Charlotte Hornets.

## Estadísticas de su carrera en la NBA

### Temporada regular
| Año     | Equipo      | PJ | PT | MPP  | %TC  | %3P  | %TL  | RPP | APP | ROB | TPP | PPP |
| ------- | ----------- | -- | -- | ---- | ---- | ---- | ---- | --- | --- | --- | --- | --- |
| 2024-25 | New Orleans | 44 | 6  | 15.0 | .456 | .395 | .800 | 1.4 | .9  | .5  | .1  | 6.9 |
| Total   | Total       | 44 | 6  | 15.0 | .456 | .395 | .800 | 1.4 | .9  | .5  | .1  | 6.9 |